# Likeur

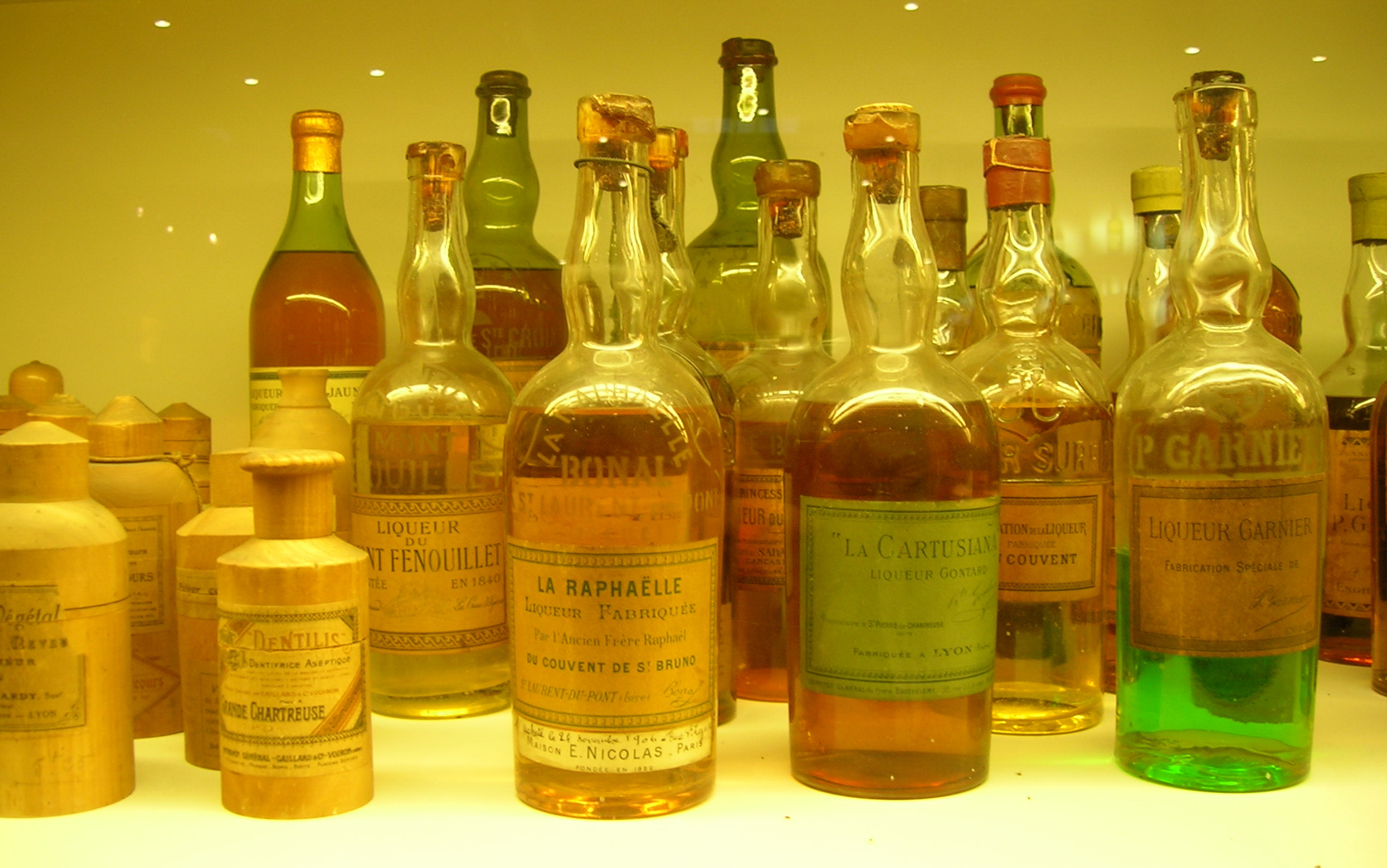
Diverse soorten likeur

Likeur is een type sterke drank, die vaak zoet van smaak is en om en nabij de 22 procent alcohol bevat. Het alcoholpercentage van sommige soorten likeuren kan oplopen tot 71% (een Chartreuse-soort). Likeuren worden gebruikt als digestief bij de koffie en als ingrediënt in gemengde dranken zoals cocktails en longdrinks alsook in gebak en bonbons. 
Voor alle likeuren geldt een minimum alcoholgehalte van 15% en een minimaal suikergehalte van 100 gram per liter. Crèmelikeuren zijn zoeter en dienen minimaal 250 gram suiker per liter te bevatten. Echte maximumlimieten aan het gebruik van suiker zijn er overigens niet. De crème de cassis bijvoorbeeld bevat 400 gram suiker per liter bij een alcoholgehalte van 15 procent. 
Daarnaast zijn er likorettes. Dit zijn op likeuren lijkende producten die een lager alcoholgehalte hebben dan 15 procent. In Nederland mogen deze in supermarkten verkocht worden, terwijl likeuren alleen in een slijterij verkrijgbaar zijn. 
Van 1984 tot 2015 was in Hilvarenbeek het Nationaal Likeur & Frisdrankenmuseum Isidorus Jonkers gevestigd.

## Herkomst
Van origine werden likeuren beschouwd als geneeskrachtige elixers. Al in de vroege Middeleeuwen lieten monniken heilzame kruiden op alcohol trekken, zodat de etherische oliën van gedroogde planten en kruiden erin oplosten. Om de drankjes drinkbaar te maken werd er suiker aan toegevoegd. Naar verluidt is het woord likeur afkomstig van het Italiaanse 'liquefare' wat vloeibaar maken betekent.

## Ingrediënten
Een likeur is gemaakt van de volgende ingrediënten:
- Gedestilleerd water
- Een vorm van alcohol (dat kan neutrale alcohol zijn, maar ook bijvoorbeeld een gedistilleerde drank zoals whisky of brandewijn)
- Suiker (of een andere zoetstof zoals honing)
- Smaakstoffen. Soms geven de smaakstoffen ook de kleur aan de likeur.

## Onderverdeling
Likeuren kunnen worden onderverdeeld in de volgende groepen:
- Vruchtenlikeuren
- Kruidenlikeuren
- Noten/bonenlikeuren
- Crèmelikeuren ('crème de ...'; deze bevatten meer suiker)
- Likorettes (aparte groep, ze hebben een alcoholpercentage van minder dan 15%)

## Lijst van likeuren

### België
- Elixir d'Anvers: kruidenlikeur op basis van 32 verschillende planten en kruiden
- Elixir de Roulers
- Elixir de Spa

### Nederland
- Advocaat
- Be(e)renburg: gedestilleerd water, alcohol, suiker, duizendguldenkruid, zoethout, sandelhout, gentiaanwortel, laurierblad en jeneverbes, en soms nog meer kruiden
- Bruidstranen: gedestilleerd water, alcohol, suiker, kaneel, walnoot, zoethout en 24-karaats bladgoud of bladzilver.
- Coecoei
- Curaçao: gedestilleerd water, alcohol, suiker, laraha (een citrusvrucht), kleurstof
- Dropshot
- Els La Vera: gedestilleerd water, alcohol, suiker, alsem, steranijs
- Fladderak: gedestilleerd water, alcohol, suiker, citroenschalen, kaneel, kardemom, kruidnagel en saffraan
- Goldstrike: gedestilleerd water, alcohol, suiker, kaneel, 24-karaats bladgoud
- Kraamanijs: anijs, valeriaan, kamille, steranijs en het verdovende alsem
- Oranjebitter
- Pisang Ambon: gedestilleerd water, alcohol, suiker, banaan, vanille-extract, kleurstof
- Schrobbelèr

### Internationaal
- Baileys (Ierland): whisky en room
- Drambuie (Schotland): gedestilleerd water, whisky, honing, kruiden
- Tia Maria (Jamaica): gedestilleerd water, alcohol, suiker, koffie
- Amaretto (Italië): gedestilleerd water, alcohol, suiker, amandelpitten (of soortgelijke pitten, bijvoorbeeld van perzik of abrikoos)
- Licor 43 (Spanje): zoete likeur op basis van 43 verschillende ingrediënten
- Malibu (Barbados): rum en kokosnootextracten
- Cointreau (Frankrijk): gedestilleerd water, alcohol, suiker, sinaasappelschillen
- Grand Marnier (Frankrijk): cognac, gedistilleerde essence van sinaasappel
- Pisang Ambon (oorspronkelijk Indonesië): gedestilleerd water, alcohol, suiker, banaan
- Passoa (Frankrijk): passievrucht
- Frangelico (Italië): gedestilleerd water, alcohol, hazelnoten met cacao en vanillebessen.